# Francesco Ruggeri
Francesco Ruggeri (* um 1630 in Cremona; † 28. Oktober 1698 ebenda; auch Francesco Ruggieri, Francesco Rugeri, lat. Franciscus Ruggerius) war ein italienischer Geigenbauer des Barock.

## Leben
Francesco Ruggeri, genannt „il Per“, war ein Zeitgenosse von Nicola Amati, lebte aber außerhalb Cremonas Stadtmauern im Vorort San Bernardo und San Sebastiano im Schatten des großen Geigenbauers. Beweise für eine Schülerschaft bei Amati gibt es bisher nicht, doch waren beide Familien über Patenschaften verbunden. Francesco Ruggeri baute seine Instrumente in einem von Amati beeinflussten Stil.
Seine Instrumente, dem Stil der Amati-Geigen ähnlich, hatten denen gegenüber stärker ausgeprägte, prachtvoll geformte Schnecken. Ruggieris Hauptschaffenszeit waren die 1670er und 1680er Jahre; er baute vorwiegend Violinen, Violen und Violoncelli. Sein Hauptbeitrag zum Geigenbau war die Entwicklung eines kleineren Cellos als zu seiner Zeit üblich. Nach 1670 arbeitet er mit seinen drei Söhnen, Giovanni Battista Ruggeri (1653–1711), Giacinto Ruggeri (1661–1697) mit seinem Sohn Antonio Ruggeri (nach 1690) und Vincenzo Ruggeri (1663–1719) zusammen. Letzterer erlangte als einziger der Söhne nach seines Vaters Tod unabhängig von ihm Ruhm und Erfolg im Geigenbau.
Heute sind Ruggeri-Originalinstrumente ähnlich wertvoll wie Amatis und können die 1.000.000-Euro-Grenze übersteigen. Besonders Francesco Ruggeris Violoncelli werden heute noch nachgebaut, da sie wegen ihrer vollen und eleganten Wölbungen des Klangkörpers mit harmonisch geformten f-Löchern einen besonders schönen Klang hervorbringen.
Mehrere Musiker spielen derzeit auf Ruggeri zugeschriebenen Instrumenten, so Orfeo Mandozzi (Cello, 1675) und Benedict Kloeckner (Cello, 1680), Guy Braunstein (Violine, 1679).